# The Law of Peoples
The Law of Peoples es una obra del filósofo estadounidense John Rawls sobre las relaciones internacionales. Publicado por vez primera en 1993 en forma de artículo breve (1993: Critical Inquiry, no.20), en 1999 fue ampliado y unido con otro ensayo, The Idea of Public Reason Revisited para formar un libro completo.
Esta obra expone las tesis de Rawls concebidas para sustentar al derecho internacional como una implicación de los derechos básicos de cada persona y de las sociedades humanas. El texto en español tiene dos secciones plenamente identificables: un conjunto de reflexiones sobre las relaciones internacionales y, al final, una exposición sobre la idea de razón pública. En lo referente al derecho de gentes, el autor trabajó sobre la base de una conferencia de 1993 en la Universidad de Oxford y en tres seminarios de la Universidad de Princeton en 1995. La idea de la razón pública se debe a un artículo publicado en una revista de la Universidad de Chicago (University of Chicago Law Review) del verano de 1997.

## Presentación
El texto contiene la siguiente organización:

El derecho de gentes
Primera parte de la teoría ideal
Segunda parte de la teoría ideal
Tercera parte la teoría no ideal
Cuarta parte: Conclusión
Una revisión de la idea de razón pública

## Principales conceptos
Rawls considera que la razón pública es parte del derecho de gentes. Por esa razón, aparecen en un mismo volumen, aunque con diferente tamaño en su tratamiento. Como menciona el autor: 
«En conjunto, representan la culminación de mi reflexión acerca de cómo los ciudadanos y los pueblos razonables pueden convivir pacíficamente en un mundo justo».

Definición de derecho de gentes
Para el autor, el derecho de gentes consiste en una concepción política particular de la equidad y la justicia que se aplica a los principios y normas del derecho internacional y su práctica.

Significado de una utopía realista
El derecho de gentes busca transformar al mundo realmente existente. Al hablar de una utopía realista, se visualiza una esperanza latente en el crecimiento y desarrollo de una sociedad con justicia y equilibrio, basado en una mutua cooperación en pro de crear mejoras a los habitantes de los pueblos. Por ello, la importancia de que si en una sociedad se establecen específicos lineamientos políticos razonables, las repercusiones de su aplicación serán ampliamente mantenidas en el transcurso del tiempo.

La tolerancia de los pueblos no liberales 
Previo a analizar la tolerancia de los pueblos no liberales, es importante definir la tolerancia. Tolerar no solo significa abstenerse de imponer sanciones políticas, militares, económicas o diplomáticas a un pueblo para obligarlo a cambiar sus costumbres. Tolerar significa también reconocer a los pueblos no liberales como miembros iguales y de buena fe de la sociedad de los pueblos. Por lo tanto, se dice que la tolerancia de los pueblos no liberales es determinada por los pueblos liberales, ya que las sociedades liberales deben cooperar con todos los pueblos no liberales o pueblos de buena fe. Las sociedades que cumplen con las condiciones específicas de justicia política y conducen a su pueblo a acatar el justo y razonable derecho de una sociedad de los pueblos deben ser toleradas y aceptadas por los pueblos liberales. Estas sociedades son llamadas decentes.

Organizaciones de cooperación
Se desarrollan las estrategias para el establecimiento de organizaciones de cooperación delimitando los criterios de comercio equitativo y los mecanismos de asistencia entre los pueblos y no estados. El autor supone tres tipos de organizaciones para asegurar un mercado regulado entre los pueblos. La primera es el diseño de un instrumento para asegurar el comercio justo. Se presenta un esquema de intercambio basado en la equidad, de libre competencia, supone que las grandes naciones y las grandes economías mundiales no intenten monopolizar el mercado o actuar en oligopolio. La segunda institución es el establecimiento de un sistema bancario cooperativo que apoye a todos los pueblos de acuerdo a sus necesidades financieras y al servicio de todos los sectores. La última es denominada una confederación de pueblos, que actúa de forma similar a las Naciones Unidas.

Dos clases de estabilidad
La sociedad liberal se puede definir rápidamente como una democracia constitucional razonable. En el mundo pueden establecerse relaciones entre las sociedades liberales por la afinidad de su organización, es decir, por razones correctas; pero también puede existir por equilibrio de fuerzas. La estabilidad por las razones correctas es el resultado de personas pertenecientes a una nación, cuya actitud está correctamente guiada por los principios apropiados de su noción de justicia. Esta es una idea utópica realista; supone un aprendizaje moral. En cambio, la estabilidad como equilibrio de fuerzas consiste en que sus principios y preceptos sean prácticos y aplicables a los arreglos políticos y sociales. La convivencia es difícil, debido a que las naciones están compuestas de individuos, que realizan acuerdos laterales y colaterales, que pueden afectar las relaciones basadas en la legalidad. Sin embargo, la mutua conveniencia provoca la aceptación de relaciones normales entre los países.

Características básicas de los pueblos
El derecho de gentes es una concepción política de equidad y justicia, contempla pueblos liberales democráticos y decentes, bien ordenados y actores de la sociedad doméstica. Políticamente, el liberalismo político describe a los ciudadanos y pueblos mediante concepciones políticas y actúan a través de sus gobiernos. Los pueblos liberales tienen tres características básicas: régimen razonablemente justo de democracia constitucional, ciudadanos unidos y naturaleza moral, e institucional, cultural y moral de la justicia y equidad. La sociedad doméstica comprende los pueblos liberales razonables y racionales. Su conducta racional se expresa en elecciones y votaciones. Los ciudadanos, en la sociedad doméstica, cooperan equitativamente con otros ciudadanos y pueblos, se respetan las normas, cuando se está seguro que los otros pueblos harán lo propio, los principios de justicia política en primer caso y al derecho de gentes en el segundo, hay reciprocidad que busca conservarlo de una generación a otra.

La función de la teoría no ideal 
Al extender una concepción liberal de la justicia, se ha desarrollado una concepción ideal del derecho de las gentes para la sociedad de los pueblos bien ordenados, liberales y decentes, pero hay regímenes que no siguen estos lineamientos. Por este motivo, se desarrolla la teoría no ideal, que contribuye a describir este tipo de regímenes, «proscritos» o «criminales», que se dan cuando los regímenes se niegan a cumplir un razonable derecho de gentes, y «los menos favorecidos», que se refiere a las condiciones desfavorables de aquellas sociedades cuyas circunstancias históricas, sociales y económicas les dificultan o imposibilitan alcanzar un régimen bien ordenando.